# Biblioteka imeni Lenina
Biblioteka imeni Lenina (ryska: Библиоте́ка и́мени Ле́нина, "Leninbiblioteket") är en tunnelbanestation på Sokolnitjeskajalinjen i Moskvas tunnelbana. 
Stationen ligger i centrala Moskva, mellan Kreml och Ryska statsbiblioteket (som hette Leninbiblioteket åren 1925-1992).
Stationen öppnades som en del av den ursprungliga Sokolnitjeskajalinjen (den första tunnelbanelinjen som byggdes i Moskva), och var den enda enkelvalvsstationen på den första linjen.
En stor väggmosaik på stationen visar Vladimir Lenin.

## Byten
På Biblioteka imeni Lenina kan man byta till Arbatskaja på Arbatsko-Pokrovskajalinjen, Aleksandrovskij Sad på Filjovskajalinjen och Borovitskaja på Serpuchovsko-Timirjazevskaja-linjen.